# Особый путь России
Особый путь России, особый русский путь, русская или российская исключительность — концепция «особости» России, её «непохожести» на другие цивилизации и культуры, особенно на Западный мир, наличия у неё особой исторической и (или) культурной «миссии»; вариант теории консервативного элитизма.

## Российская империя
Концепция российской исключительности восходит к формуле «Москва — Третий Рим, а четвёртому не быть», которая послужила философско-религиозной основой для мессианских представлений о роли и значении России, сложившихся в период возвышения Московского государства. Московские великие князья, начиная с Ивана III притязавшие на царский титул, позиционировались как преемники римских и византийских императоров, им требовалась идейная доктрина, которая обеспечивала бы легитимность этих претензий. Теория с течением времени вышла за рамки чисто монархических интересов и стала ведущей геополитической концепцией России, особенно при решении «восточного вопроса».
В период идеи «официальной народности» (1833—1863) происходит огосударствление идеи нации. Одним из основных средств подавления гражданского национализма стала его замена на его относительные подобия. В 1833 году, вступая в должность министра просвещения Сергей Уваров изложил триаду «Православие, самодержавие, народность», которая была призвана защитить страну от европейского свободомыслия и являлась антитезой другой формуле: «Свобода, равенство, братство», включавшей основные идеи Французской революции. Российские консерваторы считали их органично неприемлемыми для русского народа. Главной новацией в формуле стало понятие «народность», по которому и вся доктрина стала называться «официальной народностью». По ней стала пониматься «преданность России собственным традициям и самобытному пути», который противоположен западным. Аналогичная современная концепция именуется «особый путь России». «Особый дух» русской народности выражается в преданности по отношению к православию и самодержавию. Недопустима легитимация народом прав монарха. Его власть от Бога, но народность морально обязывает царя к любви к своему народу. Он воспринимается как отец народа, и подданные, его дети, обязуются свято его почитать.
Первыми, кто, собственно говоря, сформулировал идею «особого пути» России в противовес западному (капиталистическому) пути развития стали «ранние» славянофилы первой половины XIX века: Алексей Хомяков, Иван Киреевский, Константин Аксаков, Ю. Ф. Самарин. С самого начала своей истории у концепция «особого пути» был мессианский внешнеполитический аспект. По мнению славянофилов, Россия, развиваясь по этому пути, сможет принести православную истину впавшим в ересь и атеизм европейским народам.
Концепции «Третьего Рима» и «особого пути» активно применяли и «поздние» славянофилы — Николай Данилевский, Н. Страхов, Константин Леонтьев, а также близкие к ним мыслители второй половины XIX — начала XX века — Владимир Соловьёв, Николай Бердяев и др. Эти философы жили в период кульминации «восточного вопроса» в европейской политике, и для них представление о Московской Руси как наследнице Рима и Византии было аксиомой, не требовавшей особых доказательств. На этом основании Н. Данилевский, например, предлагает сделать из «освобождённого» от турок Константинополя «новый Царьград», столицу Всеславянского Союза. Сама же Россия, по его мнению, должна была стать лидером этого союза.
Применялись трактовки с позиции эссенциализма, утверждавшей существование набора незыблемых свойств, которые фатально присущи конкретному народу — этнической нации. С конца 1890-х годов славянофилы в рамках своего спора с западниками активно развивали идею Уварова о наличии принципиальных и навсегда предопределённых различий русского народа и наций Запада. Николай Данилевский, Константин Леонтьев, Василий Розанов и др. славянофилы 1890-х годов отошли от идей своих предшественников середины XIX века, однако ими была воспринята восходящая к Гердеру немецкая мистическая идея «национального духа», ранее оказавшая сильное влияние на Уварова; впоследствии идея развивалась в доктрину «особого пути Германии». Поздними славянофилами активно развивались идеи особого пути России. Имеющие место, по их мнению, особенности русского национального духа, включающие терпимость, сердечность, душевность, великодушие, соборность, они противопоставляли обобщенному образу западного духа, которому приписывался вечный эгоизм, жадность, лживость, холодная расчётливость. Из среды поздних славянофилов вышло идеологическое течение, которое и получило название «русские националисты». Понятие национальной души русские шеллингианцы заимствовали у представителей немецкого романтизма. Получило отражение в трудах тех русских мыслителей, которые противополагали себя господствовавшей рационалистической традиции. Символ русской души подчёркивает «особую духовную торжественность русских и России» на основе неопределённого «мистического элемента», создающего «антиномичность русской души». Ряд концепций, выражающих представления об исторической уникальности, особом призвании и глобальной задаче русского народа и Российского государства, объединяется под наименованием «русская идея».
Н. Данилевский стал одним из основателей цивилизационного подхода в российской обществоведческой мысли. Цивилизация, рассматриваемая им как культурно-исторический тип, понималась в качестве совокупности народов, имеющих языковую, территориальную, культурную и нравственно-психологическую общность. Культурно-исторические типы основываются на национальной идее, в свою очередь, опирающейся на соответствующую религию. Н. Данилевским выводится «закон сохранения запаса исторических сил», согласно которму в начале развития цивилизации её выживание и дальнейшее поступательное развитие могут идти только лишь на тех территориях, которые выгодно расположены в географическом отношении и защищены естественными условиями от внешних угроз. По другому предложенному им «закону защиты пространства с помощью дисциплинированного энтузиазма», — выжить способны лишь те цивилизации, которые в момент опасности имеют должный энтузиазм для борьбы с угрозой и способны сплотиться вокруг своих правителей. Все эти качества Данилевский считал присущими русскому народу; они придают русским уникальность и самобытность.

## Советский период и эмиграция
Наследником славянофильства стало евразийство, которое сложилось в качестве идейного течения в русской эмиграции в 1920—1930-е годы. Это учение исходило из идеи, что Россия занимает срединное положение между Европой и Азией и являет собой особый социокультурный мир, соединяющий Запад и Восток, где, однако доминирующую роль играет Восток. Сталинский СССР евразийцами рассматривался как продолжение Российской империи, они не придавали особого значения его коммунистической идеологии. Вслед за славянофилами и евразийцы продвигали антизападные взгляды. Они считали, Запад давно утратил моральное право на мировое лидерство, но при этом постоянно оспаривает главенствующую роль России в Евразии, мешая выполнению её исторической миссии «моста» между восточной и западной цивилизациями (Н. С. Трубецкой, 1920).
В то же время евразийство имело и ряд серьезных отличий от славянофилов. Евразийцами отрицалось существование славянского культурно-исторического типа. По их мнению, культуры туранских народов связаны с русскими общей исторической судьбойи стоят ближе к русской культуре, нежели культуры западных славян — чехов, поляков (Трубецкой, 1925). Евразийцы отвергали и панславистский политический проект, вместо которого они предлагали создание федеративного евразийского государство в границах СССР до 1939 года с включением в его состав Монголии. Так, начиная с XIX века в российском политическом дискурсе было сформировано устойчивое и влиятельное течение, основанное на идеях исключительности. В XX века это направление получило развитие, но и было вынуждено перенестись из Советской России в эмиграцию.
Социолог Лев Гудков, обсуждая работу Юрия Левады, писал, что основу нормативного образца «простого советского человека» составляют следующие идеологемы: исключительность или особость «нашего» (советского, русского) человека; его превосходство над другими народами или, по крайней мере, несопоставимость с ними; «принадлежность» государству, то есть взаимозависимость между социальным инфантилизмом (ожиданием «отеческой заботы» со стороны начальства) и контролем над собой, принятие произвола властей как чего-то должного; уравнительные, антиэлитарные представления, соединение превосходства и ущемленности (комплекс неполноценности).
К этому комплексу идеологем близки представления и о постсоветском человеке. Левада и Гудков обобщили приписываемые ему характеристики: массовидный, усреднённый («быть как все»), подозрительный к новому и своеобразному, неспособный оценить другого; приспособленный к существующему социальному порядку, принимает произвол «государства»; «простой» человек, ограниченный, а также выдвигающий свою примитивность и бедность в качестве «достоинств», превосходства над другими; иерархический; хронически недовольный, а потому разочарованный; считающий себя вправе обманывать всех, демонстрирующий лояльность властям и окружению; неуверенный в себе, имеющие комплекс недооцененности, коллективной ущемлённости; разочарованность и чувство неполноценности компенсированы сознанием коллективной исключительности, превосходства через причастность к «сверхзначимому» и «надындивидуальному» — великим державе, империи, народу; ностальгирующий по идеализируемому прошлому, куда им относятся все несостоявшиеся мечты, склонный к страхам вплоть до ксенофобии и параноидальной уверенности в наличии внешних и внутренних врагов, тёмных сил и «заговоров», направленных против России; жёсткость нормативных требований и правил компенсируется двоемыслием, лукавостью и коррупцией, различными послаблениями и привилегиями.

## Постсоветский период
Понятие «русская душа» стало журналистским штампом, восхваляющим исключительность страны и народа. Близкое философское и идеологическое понятие «российский менталитет» определяется как комплекс ценностей, положительных и отрицательных стереотипов и идеологем, описывающий особую ментальность русских или жителей России в сравнении с другими народами или нациями. Распространённым является миф о природном антилиберализме русских, наделённых извечным ордынским «культурным кодом», программирующим неизбывность имперских взглядов. Консерваторы относятся к этому положительно, либералы выражают сожаление, однако обе группы при помощи этой идеи доказывают фатальную неизбежность особого русского пути.
Идеи «особости» России, в равной мере близки как официальным кругам, так и «системной» политической оппозиции. Предметом споров стал не сам факт российской исключительности и её «особого предназначения», а смысловое наполнение данного концепта. Даже у российских либералов, включая ряд представителей «несистемной» оппозиции, которые настаивают на предпочтительности прозападной ориентации страны, имеется представление о необходимость учитывать эту российскую уникальность, воспринимаемую ими, однако, уже преимущественно в негативном ключе — как консерватизм менталитета и неспособность быстро адаптироваться к меняющимся условиям.
В постсоветской России возникло течение неоевразийства, стремящееся определить «особый путь» страны и представлявшее собой своеобразное соединение геополитики и цивилизационного подхода. Течение в значительной степени стало реакцией на преобладавший в первый период правления Бориса Ельцина российский вариант «атлантизма» с однозначной ориентацией на всестороннее сотрудничество с западными странами, прежде всего, с США. Несмотря на внутренние разногласия, неоевразийцы в целом были согласны с тем, что Россия, благодаря своему географическому положению и культурным особенностям, должна играть роль посредника между Восточным и и Западным миром, обеспечивая евразийскую стабильность. Некоторые, придерживавшиеся «славянофильской» традиции, такие как Эльгиз Поздняков и Александр Дугин, видели в России отдельную, «третью» цивилизацию. Неоевразийцы критиковали одностороннюю ориентацию на Запад, предлагая развивать отношения со странами Востока, извлекая выгоды в различных областях. Они подчёркивали важность связей с государствами СНГ и призывали к защите прав русскоязычного населения. Неоевразийцы внесли вклад в разработку понятий «национальные интересы» и «национальная безопасность», но их интерпретации часто были ненаучными и романтическими.
Внутри неоевразийства имелись два основных течения: «демократическое» и «славянофильское». «Демократические неоевразийцы» были более открыты к идее сотрудничества с Западом, если это сотрудничество будет строиться на принципах равноправия и не будет вредить российским интересам России. «Неоевразийцы-демократы» повлияли не только на ход общественных дискуссий середины 1990-х годов, но также и на доктринальные основы российской внешней политики. Так, в первой постсоветской концепции внешней политики РФ, принятая в 1993 году, видны следы воздействия со стороны неоевразийства, что особенно в разделах, которые посвящены геополитическим приоритетам России: отношения с СНГ здесь стоят на первом месте; Азиатско-Тихоокеанский и Ближневосточный регионы также упоминаются среди важнейших. «Демократические неоевразийцы» некоторое время были близки к администрации Бориса Ельцина, имели популярность в академической среде и занимали ряд влиятельных позиций в различных правительственных учреждениях и общественно-политических организациях. «Неоевразийцы-славянофилы» акцентировали внимание на цивилизационной специфике России, призывая к опоре на собственные силы. По выражению одного из лидеров данного течения Э. А. Позднякова (1993), «геополитическое положение России не просто уникально (это характерно для любого государства), оно является поистине роковым как для нее самой, так и для всего мира… Важный аспект этой ситуации заключается в том, что Россия, будучи расположенной между двумя цивилизациями, всегда была естественным хранителем цивилизационного равновесия и мирового баланса сил». Для выполнения этой исторической миссии России необходимо иметь сильную государственность и проводить внешнюю политику, которая строго отвечает ее национальным интересам. Согласно «славянофилам-неоевразийцам», что Россия не должна стремится к интеграции ни в восточную, ни в западную цивилизации, а должна идти своим путём
К середине 1990-х годов наступил кризис обеих версий неоевразийства и почти полностью исчезло из политико-интеллектуального пространства России. Большая часть неоевразийцев, особенно «демократических», перешла в лагерь политического реализма, «славянофилы» — в геополитическую школу. Однако «славянофильское» направление не исчезло полностью, оно трансформировалось, сделав акцент на позиционирование России не столько в качестве евразийской, сколько в качестве «православной цивилизации», представленой как единственная и настоящая защитница православных ценностей во всём мире. К этому направлению принадлежат работы Наталии Нарочницкой
В середине 1990-х годов неоевразийство переживает кризис и уступает место геополитике. Геополитики продолжают дискуссии об «особом пути» России, но, в отличие от неоевразийцев, черпают вдохновение не у «исконно русских» мыслителей, а из западных геополитических теорий (Альфред Мэхэн, Хэлфорд Маккиндер, Карл Хаусхофер, Николас Спайкмен и др.). Особое внимание эти мыслители уделяют теории Х. Макиндера о Хартленде, в которой России, традиционно контролирующей большую его часть, отведена ключевая роль. Российские геополитики высказывают идею превратить Хартленд в средство стабилизации международных отношений, а России отвести центральное место в обеспечении безопасности в этом регионе и во всем мире. Развивая концепцию Макиндера, Э. А. Поздняков предложил свою формулировку геополитической максимы и в то же время системы глобальной безопасности: «Тот, кто имеет контроль над Хартлендом, тот владеет средством эффективного контроля над мировой политикой и прежде всего средством поддержания в мире геополитического и силового баланса. Без последнего немыслим стабильный мир». А. Г. Дугин предлагал особую версию геополитики — «ресурсную геополитику», согласно которой к настоящему времени центр соперничества между сухопутными и морскими державами сместился от контроля за территориями к контролю за природными, в первую очередь энергетическими, ресурсами. Согласно этой концепции, задачей России является выработать такую ресурсную стратегию, какая способна гарантировать ей достойное место в числе мировых держав, но в то же время ставила бы её в зависимость от экспорта нефти и газа.
На рубеже 1990—2000-х годов формируется «гибридная» версия идеологии российской исключительности, которая объединившая различных адептов российского консерватизма от А. С. Панарина до сторонников «динамического консерватизма». Это течение объединило «неоевразийство» (восприятие России как особой цивилизации с общемировой культурно-исторической миссией и равновеликими интересами как на Западе, так и на Востоке), геополитику (из геополитики и из классического евразийства — идея векового стремления Запада и иных «полюсов силы» унизить и расчленить Россию; задача Москвы видится отражении очередного наступления внешних врагов и восстановления геополитическоо баланса на выгодных для России условиях — Панарин, 2003) и новые элементы, такие как идея духовного возрождения русского этноса на основе православия. Из классического евразийства сторонники консервативной версии этой идеологии исключительности наследуют также многие мировоззренческие установки о создании «сверхнациональных» (сверхгосударственных) институтов, введения строжайшей и детальнейшей регламентации всех сфер политической, экономической, общественной и культурной жизни, идею зловещего характера американской политики в отношении России и др. Несмотря на больший акцент на необходимости духовного возрождения в первую русского этноса и других славянских народов на базе ценностей православия, эта идеология не является грубой версией национализма, поскольку в конечном счёте она выступает за процветание всех российских народов и формирование наднациональной государственной идентичности России, единственно возможной в условиях многонациональной и многоконфессиональной страны. При этом авторы утверждают, что именно русский этнос больше всего пострадал от разрухи последних десятилетий, поэтому возрождение следует начинать именно с него, чтобы он смог стать «локомотивом» развития всего государства в целом. Предшественники современных сторонников «самобытности» («неоевразийцы» и геополитики) за редким исключением ограничивались кабинетной философией и письменными обращениями к политикам. Новое поколение сторонников концепции «динамического консерватизма», прошло школу практической деятельности в различных сферах государственной, политической и общественной деятельности, и предлагает вполне конкретные программы действий. Это поколение сторонников «особого пути» является приверженцем современных технологий «социальной инженерии», включая сетевой принцип управления и взаимодействия, стратегию целеполагания, манипулирование массовым сознанием, использование IT-технологий и др..
Некоторое влияние идеи «особого пути» на официальный дискурс заметно в концепции суверенной демократии, автором которой считают Владислава Суркова. Принятая в феврале 2013 года новая российская внешнеполитическая доктрина исходит из идеи, что Россия обладает уникальными морально-политическими и культурными качествами, которые привлекательны для других народов и позволят ей успешно реализовать стратегию мягкой силы. Ряд видных российских экспертов (С. В. Кортунов, В. Пантин, И. Семененко), в целом не разделяющих саму данную концепцию, утверждают было бы большой ошибкой рассматривать представления об «особом пути» предрассудком или пережитком «имперских времён». За этими взглядами стоят прочно укоренившиеся в российском общественном сознании традиции и стереотипы, которые не следует упрощать или игнорировать; из следует изучать, чтобы повернуть подобные настроения в конструктивное русло.
Как идеология национального превосходства и исключительности обычно рассматривался русский этнический национализм. В современной российском обществознании продолжает преобладать традиция изучения национализма, в рамках которой национализм рассматривается как идеология превосходства одной нации над другой и национальной исключительности. Отмечается распространение сочинений паранаучного и расистского характера, авторами которых являются так называемые национальные элиты, включая деятелей русского национализма.
Ярко выраженное политическое мессианство, восходящее к концепции «Москва — третий Рим», составляет важную часть русского православного фундаментализма. Проповедуется идея об исключительности России, рассматриваемой как средоточие духовной истины, добродетели и благочестия, а русские — как народ-богоносец, носитель истинной православной веры. По мнению русских православных фундаменталистов, нравственная исключительность ведёт к тому, что народ-богоносец подвергается гонениям. Утверждается, что на русской земле идёт битва между силами света и тьмы, русский народ претерпевает страдания ради добра, истины и справедливости. Патриотизму даётся метафизическое обоснование, любовь к родине и единство народа считаются святыми чувствами. Русский православный фундаментализм носит ярко выраженный государственнический характер. Залогом сохранения благочестия фундаменталисты считают единство государства, церкви и народа («народность»), поэтому они выступают за активное влияние церкви на политику, которое должно достигаться соединением её с государством. Своими врагами фундаменталисты считают как внешние, так и внутренние социальные силы и процессы.

## Критика
В 2008 году Владимир Магун и Максим Руднев опубликовали анализ ценностей населения России и их сравнение с ценностями населения 19 европейских стран. Исследование было основано на данных, полученных с помощью методики Шалома Шварца в рамках третьего раунда Европейского социального исследования: «Наиболее значима (если судить по средним показателям) для населения России ценность „Безопасность“, второе-третье места делят „Универсализм“ и „Благожелательность“, на четвертом месте — „Самостоятельность“, на пятом — „Традиция“. В нижней части российской ценностной иерархии находятся ценности „Достижение“, „Конформность“ и „Власть-богатство“ (они делят шестое-восьмое места), а на девятом и десятом местах — ценности „Гедонизм“ и „Риск-новизна“»; «Попарные межстрановые сравнения средних величин по двум интегральным ценностным факторам показали, что население России, в сравнении с населением других стран, занимает срединное положение на ценностной оси „Сохранение-Открытость изменениям“ и характеризуется одной из самых высоких ориентаций на ценности Самоутверждения (в ущерб ценностям „Выхода за границы своего Я“)»; «сравнение России с другими странами на уровне интегральных показателей, так же, как и сравнение на уровне ценностных индексов, продемонстрировало, что по одной группе ценностей („Открытость изменениям — Сохранение“) Россия сегодня близка широкому кругу европейских стран, а по другой группе ценностей („Выход за пределы своего Я-Самоутверждение“) — заметно отличается от большинства из них». Эмпирические данные по сравнению стран по ценностям «Открытости — Сохранения», не подтверждают приписываемых «русскому национальному характеру» склонностей к покорности и послушанию, а также сильного стремления к следованию обычаям и традициям. В отношении всей этой группы ценностей не подтверждаются представления об «особости» российского общества.
По мнению С. Б. Станкевича, «национальная идея» включает в себя демократию, федерализм и патриотизм. А. И. Кубышкин и А. А. Сергунин писали, что не ясно, в чем же тогда заключается «евразийская» российская специфика, поскольку с тем же успехом на роль «моста» между цивилизациями могли бы претендовать и США, Германия, Канада, Индия и многие другие страны, которые разделяют демократические принципы и имеют федеративное устройство.
Те же авторы отмечают, что популярная у многих поколений геополитиков теория Хартленда создалась в начале XX века в соответствии с географическими, экономическими, научно-техническими, коммуникационными, военными и политико-идеологическими условиями того времени и даже в подновленном виде вряд ли может подходить для современных реалий. Само понятие Хартленда появилось потому, что это была территория, ранее стратегически неуязвимая со стороны морских держав. Однако эру же ракетно-космического оружия, современных транспортных и коммуникационных средств эта ситуация изменилась.